# 69. ceremonia wręczenia nagród Brytyjskiej Akademii Filmowej
69. ceremonia wręczenia nagród Brytyjskiej Akademii Filmowej (BAFTA) za rok 2015, odbyła się 14 lutego 2016 w Royal Opera House w Londynie. Nominacje do nagród zostały ogłoszone 8 stycznia 2016, a prezentacji dokonali aktorzy Stephen Fry i Gugu Mbatha-Raw. Najwięcej, tj. po 9 nominacji otrzymały dwa filmy, Most szpiegów oraz Carol.

## Harmonogram
| Data                           | Wydarzenie                                               |
| ------------------------------ | -------------------------------------------------------- |
| Poniedziałek, 9 listopada 2015 | Termin nadsyłania zgłoszeń                               |
| Środa, 9 grudnia 2015          | Rozpoczęcie pierwszej rundy głosowania                   |
| Poniedziałek, 4 stycznia 2016  | Zakończono pierwszą rundę głosowania (0:00 GMT)          |
| Środa, 6 stycznia 2016         | Ogłoszenie nominacji w kategorii Wschodząca Gwiazda Kina |
| Piątek, 8 stycznia 2016        | Ogłoszenie nominacji (7:35 GMT)                          |
| Piątek, 8 stycznia 2016        | Otwarcie drugiej rundy głosowania                        |
| Środa, 10 lutego 2016          | Zamknięcie drugiej rundy głosowania (18:00 GMT)          |
| Niedziela, 14 lutego 2016      | 69. ceremonia wręczenia nagród BAFTA                     |

## Laureaci i nominowani
| Najlepszy film | Najlepsza reżyseria |
| --- | --- |
| - Big Short – Dede Gardner, Jeremy Kleiner i Brad Pitt - Most szpiegów – Kristie Macosko Krieger, Marc Platt i Steven Spielberg - Carol – Elizabeth Karlsen, Christine Vachon i Stephen Woolley - Zjawa – Steve Golin, Alejandro G. Iñárritu, Arnon Milchan, Mary Parent i Keith Redmon - Spotlight – Steve Golin, Blye Pagon Faust, Nicole Rocklin i Michael Sugar                                              | - Todd Haynes – Carol - Alejandro González Iñárritu – Zjawa - Adam McKay – Big Short - Ridley Scott – Marsjanin - Steven Spielberg – Most szpiegów |
| Najlepszy aktor pierwszoplanowy | Najlepsza aktorka pierwszoplanowa |
| - Bryan Cranston – Trumbo jako Dalton Trumbo - Matt Damon – Marsjanin jako Mark Watney - Leonardo DiCaprio – Zjawa jako Hugh Glass - Michael Fassbender – Steve Jobs jako Steve Jobs - Eddie Redmayne – Dziewczyna z portretu jako Lili Elbe / Einar Wegener | - Cate Blanchett – Carol jako Carol Aird - Brie Larson – Pokój jako Joy “Ma” Newsome - Saoirse Ronan – Brooklyn jako Eilis Lacey - Maggie Smith – Dama w vanie jako panna Mary Shepherd / Margaret Fairchild - Alicia Vikander – Dziewczyna z portretu jako Gerda Wegener |
| Najlepszy aktor drugoplanowy | Najlepsza aktorka drugoplanowa |
| - Christian Bale – Big Short jako Michael Burry - Benicio del Toro – Sicario jako Alejandro Gillick - Idris Elba – Beasts of No Nation jako dowódca - Mark Ruffalo – Spotlight jako Michael Rezendes - Mark Rylance – Most szpiegów jako Rudolf Abel | - Jennifer Jason Leigh – Nienawistna ósemka jako Daisy Domergue - Rooney Mara – Carol jako Therese Belivet - Alicia Vikander – Ex Machina jako Ava - Julie Walters – Brooklyn jako Madge Kehoe - Kate Winslet – Steve Jobs jako Joanna Hoffman |
| Najlepszy scenariusz oryginalny | Najlepszy scenariusz adaptowany |
| - Matt Charman, Ethan i Joel Coenowie – Most szpiegów - Josh Cooley, Pete Docter i Meg LeFauve – W głowie się nie mieści - Alex Garland – Ex Machina - Tom McCarthy i Josh Singer – Spotlight - Quentin Tarantino – Nienawistna ósemka | - Emma Donoghue – Pokój - Nick Hornby – Brooklyn - Adam McKay i Charles Randolph – Big Short - Phyllis Nagy – Carol - Aaron Sorkin – Steve Jobs |
| Najlepsze zdjęcia | Najlepszy debiut brytyjskiego scenarzysty, reżysera lub producenta |
| - Roger Deakins – Sicario - Janusz Kamiński – Most szpiegów - Edward Lachman – Carol - Emmanuel Lubezki – Zjawa - John Seale – Mad Max: Na drodze gniewu | - Stephen Fingleton (scenarzysta/reżyser) – The Survivalist - Alex Garland (reżyser) – Ex Machina - Debbie Tucker Green (scenarzysta/reżyser) – Second Coming - Sean McAllister (reżyser/producent) i Elhum Shakerifar (producent) – Syryjska love story - Naji Abu Nowar (scenarzysta/reżyser) i Rupert Lloyd (producent) – Theeb |
| Najlepszy film brytyjski | Najlepszy film dokumentalny |
| - 45 lat – Tristan Goligher i Andrew Haigh - Amy – James Gay-Rees i Asif Kapadia - Brooklyn – John Crowley, Finola Dwyer, Nick Hornby i Amanda Posey - Dziewczyna z portretu – Tim Bevan, Lucinda Coxon, Eric Fellner, Anne Harrison, Tom Hooper i Gail Mutrux - Ex Machina – Alex Garland, Andrew Macdonald i Allon Reich - Lobster – Ceci Dempsey, Efthymis Filippou, Ed Guiney, Jorgos Lantimos i Lee Magiday | - Amy – James Gay-Rees i Asif Kapadia - W krainie karteli – Matthew Heineman i Tom Yellin - To ja, Malala – Davis Guggenheim, Laurie MacDonald i Walter Parkes - Marlon Brando o sobie – John Battsek, George Chignell, R.J. Cutler i Stevan Riley - Sherpa – Bridget Ikin, Jennifer Peedom i John Smithson |
| Najlepsza muzyka | Najlepszy dźwięk |
| - Most szpiegów – Thomas Newman - Nienawistna ósemka – Ennio Morricone - Zjawa – Carsten Nicolai i Ryuichi Sakamoto - Sicario – Jóhann Jóhannsson - Gwiezdne wojny: Przebudzenie Mocy – John Williams | - Most szpiegów – Richard Hymns, Drew Kunin, Andy Nelson i Gary Rydstrom - Mad Max: Na drodze gniewu – Scott Hecker, Chris Jenkins, Mark Mangini, Ben Osmo, Gregg Rudloff i David White - Marsjanin – Paul Massey, Mac Ruth, Oliver Tarney i Mark Taylor - Zjawa – Lon Bender, Chris Duesterdiek, Martin Hernández, Frank A. Montaño, Jon Taylor i Randy Thom - Gwiezdne wojny: Przebudzenie Mocy – David Acord, Andy Nelson, Christopher Scarabosio, Stuart Wilson i Matthew Wood |
| Najlepsza scenografia | Najlepsze efekty specjalne |
| - Most szpiegów – Rena DeAngelo i Adam Stockhausen - Carol – Judy Becker i Heather Loeffler - Mad Max: Na drodze gniewu – Colin Gibson i Lisa Thompson - Marsjanin – Celia Bobak i Arthur Max - Gwiezdne wojny: Przebudzenie Mocy – Rick Carter, Darren Gilford i Lee Sandales | - Ant-Man – Jake Morrison, Greg Steele, Dan Sudick i Alex Wuttke - Ex Machina – Mark Ardington, Sara Bennett, Paul Norris i Andrew Whitehurst - Mad Max: Na drodze gniewu – Andrew Jackson, Dan Oliver, Tom Wood i Andy Williams - Marsjanin – Chris Lawrence, Tim Ledbury, Richard Stammers i Steven Warner - Gwiezdne wojny: Przebudzenie Mocy – Chris Corbould, Roger Guyett, Paul Kavanagh i Neal Scanlan                                                                      |
| Najlepsze kostiumy | Najlepsza charakteryzacja i fryzury |
| - Brooklyn – Odile Dicks-Mireaux - Carol – Sandy Powell - Kopciuszek – Sandy Powell - Dziewczyna z portretu – Paco Delgado - Mad Max: Na drodze gniewu – Jenny Beavan | - Brooklyn – Morna Ferguson i Lorraine Glynn - Carol – Jerry DeCarlo i Patricia Regan - Dziewczyna z portretu – Jan Sewell - Mad Max: Na drodze gniewu – Damian Martin i Lesley Vanderwalt - Zjawa – Sian Grigg, Duncan Jarman i Robert Pandini |
| Najlepszy montaż | Najlepszy film nieanglojęzyczny |
| - Big Short – Hank Corwin - Most szpiegów – Michael Kahn - Mad Max: Na drodze gniewu – Margaret Sixel - Marsjanin – Pietro Scalia - Zjawa – Stephen Mirrione | - Zabójczyni - Turysta - Theeb - Timbuktu - Dzikie historie |
| Najlepszy film animowany | Najlepszy krótkometrażowy film animowany |
| - W głowie się nie mieści – Pete Docter - Minionki – Pierre Coffin i Kyle Balda - Baranek Shaun – Mark Burton i Richard Starzak | - Edmond – Nina Gantz i Emilie Jouffroy - manOman – Simon Cartwright i Kamilla Kristiane Hodol - Prologue – Richard Williams i Imogen Sutton |
| Najlepszy film krótkometrażowy | Wschodząca gwiazda |
| - Elephant – Nick Helm, Alex Moody i Esther Smith - Mining Poems of Odes – Jack Cocker i Callum Rice - Operator – Caroline Bartleet i Rebecca Morgan - Skończony – Jeremy Bannister i Jörn Threlfall - samuel-613 – Cheyenne Conway i Billy Lumby | - John Boyega - Taron Egerton - Dakota Johnson - Brie Larson - Bel Powley |

## Wielokrotnie nominowani

### Nominacje
- 9 nominacji: Most szpiegów i Carol
- 8 nominacji: Zjawa
- 7 nominacji: Mad Max: Na drodze gniewu
- 6 nominacji: Brooklyn i Marsjanin
- 5 nominacji: Ex Machina, Big Short i Dziewczyna z portretu
- 4 nominacje: Gwiezdne wojny: Przebudzenie Mocy
- 3 nominacje: Sicario, Spotlight, Steve Jobs i Nienawistna ósemka
- 2 nominacje: Amy, W głowie się nie mieści, Pokój i Theeb